# Центар за руске студије Филозофски факултет Пале
Центар за руске студије при Филозофском факултету Универзитет у Источном Сарајеву има за циљ ширење и промоцију руског језика и руске културе у цјелини, али и активно учешће у рјешавању питања статуса руског језика у Републици Српској. 

## Историја и активности
Центар је почео са радом 4. марта 2019. године. Центар за руски језик и руске студије је до сада организовао  различите манифестације посвећене руској култури, попут Ревије руског филма, као и семинаре, предавања за студенте и наставнике руског језика и активне радионице руског језика са истакнутим предавачима са руских државних универзитета из Москве, Санкт Петербурга, Вороњежа. Центар знатно доприноси продубљивању и учвршћивању веза између образовних, научних и културних институција Руске Федерације и Републике Српске. Центар пружа могућност студентима Катедре за русистику Филозофског факултета Универзитета у Источном Сарајеву учешће у међународним манифестацијама посвећеним словенској и руској култури, такмичењима и образовним маратонима из руског језика у организацији престижних руских универзитета. Центар  успјешно развија и преводилачку дјелатност захваљујући којој су дјела истакнутих руских научника доступна широј академској заједници.

## Опремљеност
Центар за руске студије укључује учионицу са богатом опремом као и фоно-лабораторију руског језика.